# Vlag van De Valom

Vlag van De Valom

De vlag van De Valom is de dorpsvlag van het Nederlandse dorp De Valom, in de Friese gemeente Dantumadeel. De vlag werd in ca. 2000 aangenomen en in 2002 geregistreerd. Deze vlag is ontworpen door J.C. Terluin.

## Beschrijving
De beschrijving van de vlag is als volgt:
Wit met een gele, golvende gelijkbenige broekingsdroehoek, met de top op het midden van de vlag en aansluitend een blauwe, golvende gelijkbenige broekingsdriehoek, verlengd naar de broekzijde met 1/2 vlaglengte en de top het midden van de vluchtzijde rakende; de gele broekingsdriehoek belegd met een blauwe cichoreibloem van 2/5 vlaghoogte.
De kleuren zijn afkomstig van het dorpswapen.

## Symboliek
- Golvende blauwe keper: verwijst naar de overtoom in de Valomstervaart die hier ter plaatse was, deze overtoom is nu verwijderd waardoor het water kan doorstromen.[3]
- Gele driehoek: staat voor de zandgrond.[3]
- Cichoreibloemen: duidt op de verbouw van cichorei.[3]

## Zie ook

Wapen van De Valom